# أولاد الشيخ اعلي (أولاد عبدون الغربيين)
أولاد الشيخ اعلي هو دُوَّار يقع بجماعة أولاد عبدون، إقليم خريبكة، جهة بني ملال خنيفرة في المملكة المغربية. ينتمي الدوّار لمشيخة أولاد عبدون الغربيين التي تضم 8 دواوير. يقدر عدد سكانه بـ 628 نسمة حسب الإحصاء الرسمي للسكان والسكنى لسنة 2004.

## روابط خارجية
- البوابة الوطنية للجماعات الترابية
- المندوبية السامية للتخطيط